# Goodbye (groet)
Goodbye is een Engelstalige groet die gebruikt wordt bij een afscheid. De groet is ook overgenomen in andere talen.
Het woord is een samentrekking van de zin 'God be with you' (Nederlands: God zij met u), waarbij ook groeten als good day en good evening van invloed zijn geweest. Vanaf het laat Middelengels werd goodbye onder meer geschreven als God be wy ye en later Godbwye.
De groet wordt vaak verkort tot bye, of wat informeler tot: bye-bye.